# Nati nel 1416
| Questa pagina contiene informazioni ricavate automaticamente dalle voci biografiche con l'ausilio del template Bio e di un bot. L'aggiornamento è periodico e automatico e ricostruisce completamente la pagina. Se manca una persona in questa lista, sei pregato di non aggiungerla, ma accertati piuttosto che la sua voce biografica contenga il template Bio e che i dati anagrafici siano correttamente compilati. Se il template Bio manca, inseriscilo tu stesso o, in alternativa, metti l'avviso {{tmp\|Bio}} che ne segnala la mancanza. Se i dati riportati sono sbagliati, correggi direttamente la voce biografica; le modifiche saranno visibili in questa lista entro pochi giorni. Per chiarimenti vedi il progetto biografie. La lista contiene solo le 16 persone che sono citate nell'enciclopedia e per le quali è stato implementato correttamente il template Bio. Pagina aggiornata al 10 ago 2025. |

- 23 febbraio - Margherita di Kleve, principessa († 1444)
- 27 marzo - Francesco da Paola, religioso italiano († 1507)
- 27 marzo - Antonio Squarcialupi, organista italiano († 1480)
- 28 marzo - Rao Jodha, sovrano († 1489)
- 14 giugno - Piero il Gottoso, politico italiano († 1469)
- 15 luglio - Domenico Dominici, vescovo cattolico e teologo italiano († 1478)
- 26 ottobre - Edmund Grey, I conte di Kent, nobile e politico inglese († 1490)
- Francesco Accolti, giurista, letterato e umanista italiano († 1488)
- Gentile Brancaleoni, duchessa († 1457)
- Gijsbrecht van Brederode, vescovo cattolico tedesco († 1475)
- Benedetto Cotrugli, diplomatico e economista dalmata († 1469)
- Qvarqvare II Jaqeli, principe georgiano († 1498)
- Annalena Malatesta, nobildonna e religiosa italiana († 1491)
- Margherita d'Austria, nobile austriaca († 1486)
- Antoniotto Usodimare, nobile, navigatore e esploratore italiano († 1461)
- Jacopo Vagnucci, vescovo cattolico italiano († 1487)